# Kruisherenklooster (Maaseik)
Het Kruisherenklooster was een klooster in Maaseik, gevestigd aan de Bosstraat.

## Geschiedenis
Vanaf 1439 bestond in Maaseik een broederschap die de pelgims naar Santiago de Compostella verzorgde. Twee leden van de broederschap namen het initiatief om tot de oprichting van een klooster van de Orde van het Heilig Kruis over te gaan. In 1474 werd de laatgotische Sint-Jacobskapel aan deze orde overgedragen en in 1476 werd het klooster gesticht. Het Kruisherenklooster van Maastricht fungeerde daarbij als moederklooster. In de loop van de 16e eeuw werden een aantal ruimten bijgebouwd, zoals een sacristie, een kapittelzaal en een gastenverblijf. In 1621 werd een kloosterschool opgericht, die in 1644 werd uitgebreid tot een Latijnse school. Sinds die tijd, mede door toedoen van prior Gerardus Golt, ging het klooster een bloeiperiode tegemoet en groeide het klooster uit tot een belangrijk cultureel centrum. In 1767 werd de Kruisherenkerk gebouwd.
De Franse tijd betekende het einde van het klooster. In 1792 namen de kloosterlingen de wijk naar Duitse gebieden en werden de kloosterbezittingen verbeurd verklaard. Aanvankelijk werden de kloostergebouwen voor de inkwartiering van soldaten gebruikt. In 1795 keerden de kruisheren terug, maar hun klooster werd in 1797 opgeheven en in een deel van de gebouwen werd de gendarmerie ondergebracht. In 1799 werd de inboedel van de kerk openbaar verkocht en in 1809 volgde de verkoop van de kloostergebouwen. Een deel der gebouwen werd daarop afgebroken. Het deel dat gendarmeriekazerne was, volgde in 1840. De Kruisherenkerk kwam reeds in 1808 in bezit van de parochie van Maaseik.
In 1855 keerden de kruisheren terug. Zij kochten de kerk terug van de parochie en bouwden een nieuw klooster aan de Pelserstraat, op het terrein van het voormalige Sepulchrijnenklooster. Ook toen hielden ze zich bezig met het onderwijs en stichtten een aantal scholen die nog steeds bestaan.
De eerste prior was Cornelius Wilhelmus Alouisius de Bruijn (1819-1883) uit Cuijk (NL) (zoon van Cornelus de Bruijn (1795-1866) en Louisa Mechtilda Loeffen (1826-1876).

## Externe bron
- Onroerend erfgoed